# Dirigeable à enveloppe souple

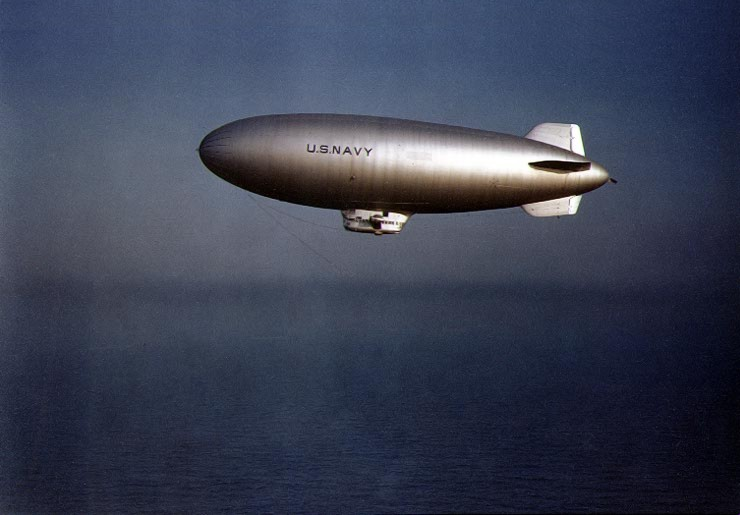
Blimp américain durant la Seconde Guerre mondiale

Un dirigeable à enveloppe souple est un ballon dirigeable qui maintient sa forme sous la pression du gaz qu'il contient.

## Définition et terminologie
Le dirigeable à enveloppe souple, en anglais : Blimp, se définit par le fait que son enveloppe extérieure ne maintient sa forme que sous la pression du gaz qui assure sa sustentation, généralement de l'hélium. Lorsqu'il n'est pas utilisé, il peut être dégonflé et replié, comme une montgolfière, afin d'être stocké, ou d'être transporté par voie maritime ou ferroviaire. On le distingue du dirigeable rigide, souvent appelé Zeppelin, du nom d'un constructeur historique allemand, qui possède une structure métallique rigide et conserve donc sa forme en permanence. Il existe une catégorie intermédiaire, relativement peu répandue, de dirigeables semi-rigides, dont seulement la partie inférieure de l'enveloppe est rigidifiée par une structure métallique. En principe, les seules parties non gonflées sont le compartiment passager et les ailerons.
Il y a une étymologie populaire pour le terme blimp, qui la rattache à la classification des aérostats par les forces militaires des États-Unis au début du XXe siècle. La classification des dirigeables américains était : 
- Type A - rigid
- Type B - limp (limp signifiant "mou", "flasque", en anglais)

Et "blimp", serait la contraction de ce deuxième terme. Néanmoins, le terme blimp serait apparu à l'écrit en Angleterre avant cette catégorisation américaine, invalidant cette étymologie. Le terme blimp serait onomatopéique, le son que fait l'aéronef quand on frappe l'enveloppe du ballon avec un doigt. Bien qu'il y ait un certain désaccord parmi les historiens, on attribue ce terme le plus souvent au Lt. A.D. Conningham de la Royal Navy britannique en 1915.

## Origine

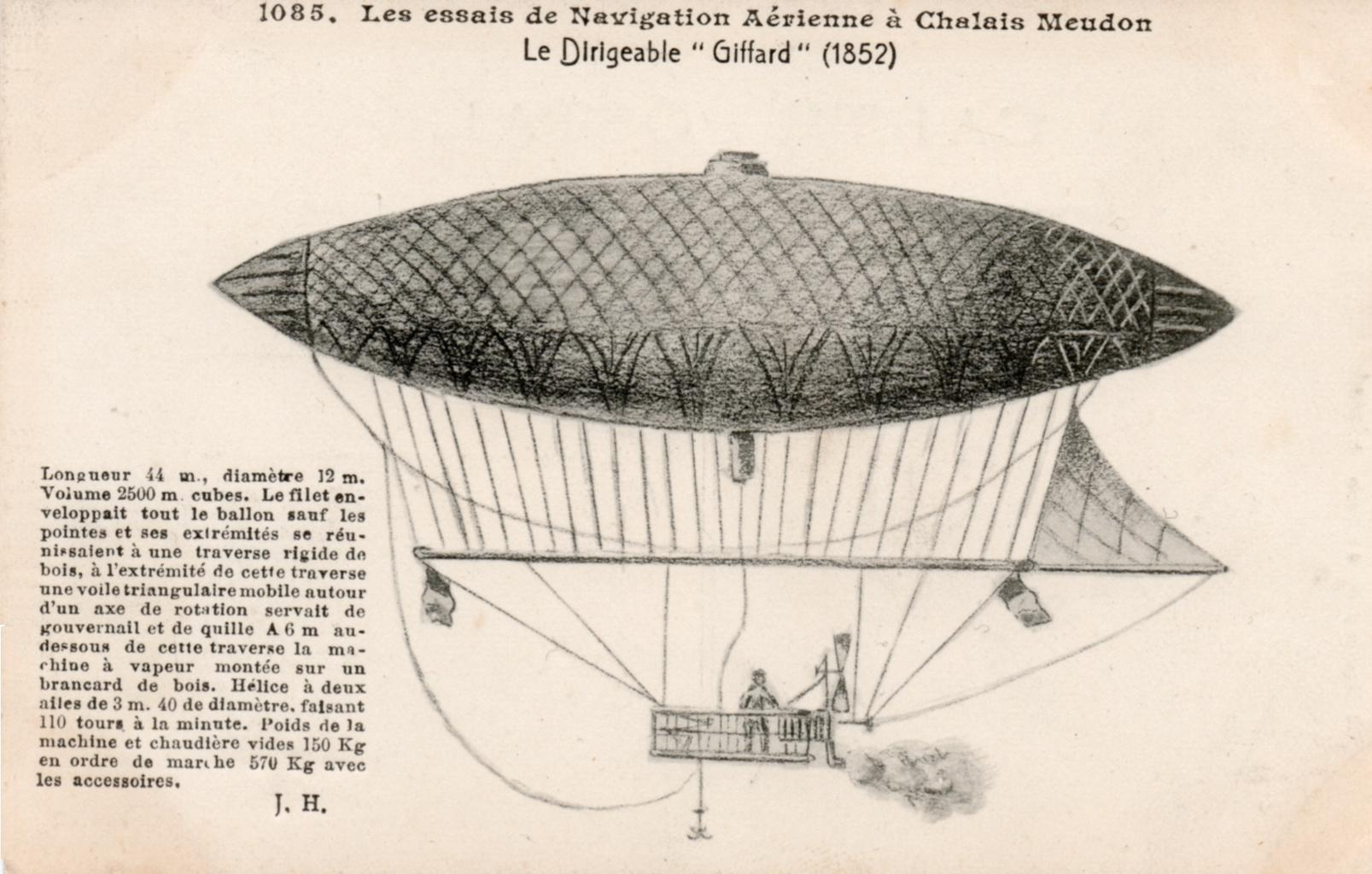
Le dirigeable Giffard, 1852.

Au milieu du XIXe siècle, l'Aérostat Giffard marque une étape très importante de l'évolution des aérostats, intermédiaire entre les ballons de type montgolfière et les dirigeables modernes : c'est un ballon rempli d'hydrogène, de forme oblongue, pourvu d'une hélice actionnée par un petit moteur à vapeur et d'un gouvernail. En 1884, le dirigeable la France est le premier à effectuer des vols en circuits fermés. Il est pourvu d'un moteur électrique. Il préfigure les dirigeables à enveloppe souple du XXe siècle.

## Utilisations militaires

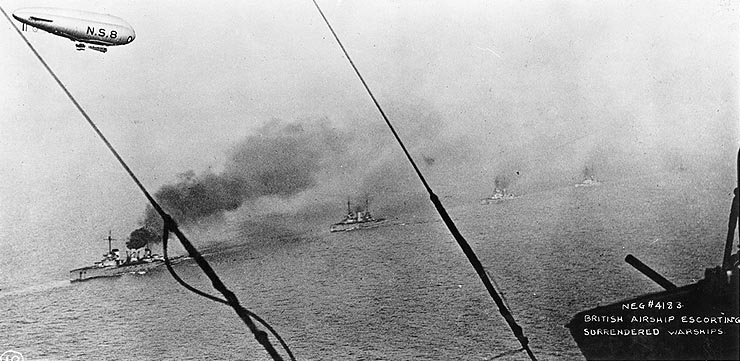
Blimp britannique escortant des navires allemands en 1918

Pendant la première guerre mondiale, des aérostats de ce type sont utilisés dans plusieurs rôles. En particulier, la Royal Navy utilise des dizaines d'unités pour rechercher les sous-marins allemands et pour repérer et détruire les mines. Pendant la seconde guerre mondiale, c'est davantage l'US Navy qui fait usage de blimps, notamment ceux de la classe K, produits en grande série, pour surveiller les incursions de sous-marins allemands dans les eaux américaines, et participer à l'escorte des convois. À cette fin, elle construit dix bases de dirigeables sur les côtes américaines.
Après la seconde guerre mondiale, le rôle militaire des blimps est devenu minime, sans jamais totalement disparaitre. Ainsi, dans les années 2020, Israël utilise des dirigeables sans pilotes pour surveiller les tirs de roquettes vers son territoire.

## Utilisations civiles

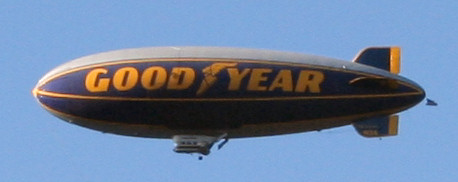
Blimp publicitaire moderne

Plus récemment, les blimps ont été utilisés par plusieurs sociétés, incluant Goodyear, Budweiser, Fujifilm ou encore Airstar. Ils servent tantôt de support publicitaire, tantôt de plates-formes pour fournir des photos aériennes d'événements sportifs. Goodyear produit des dirigeables à enveloppe souple (et aussi des semi-rigides) sans interruption depuis 1917.
Le blimp apparaît notamment dans le film Black sunday, où il joue un rôle majeur, ainsi que dans Dangereusement vôtre (avec le Skyship 500) et Blade Runner. Dans ce dernier, l'appareil est utilisé comme support de films publicitaires.